# Toon Brusselers

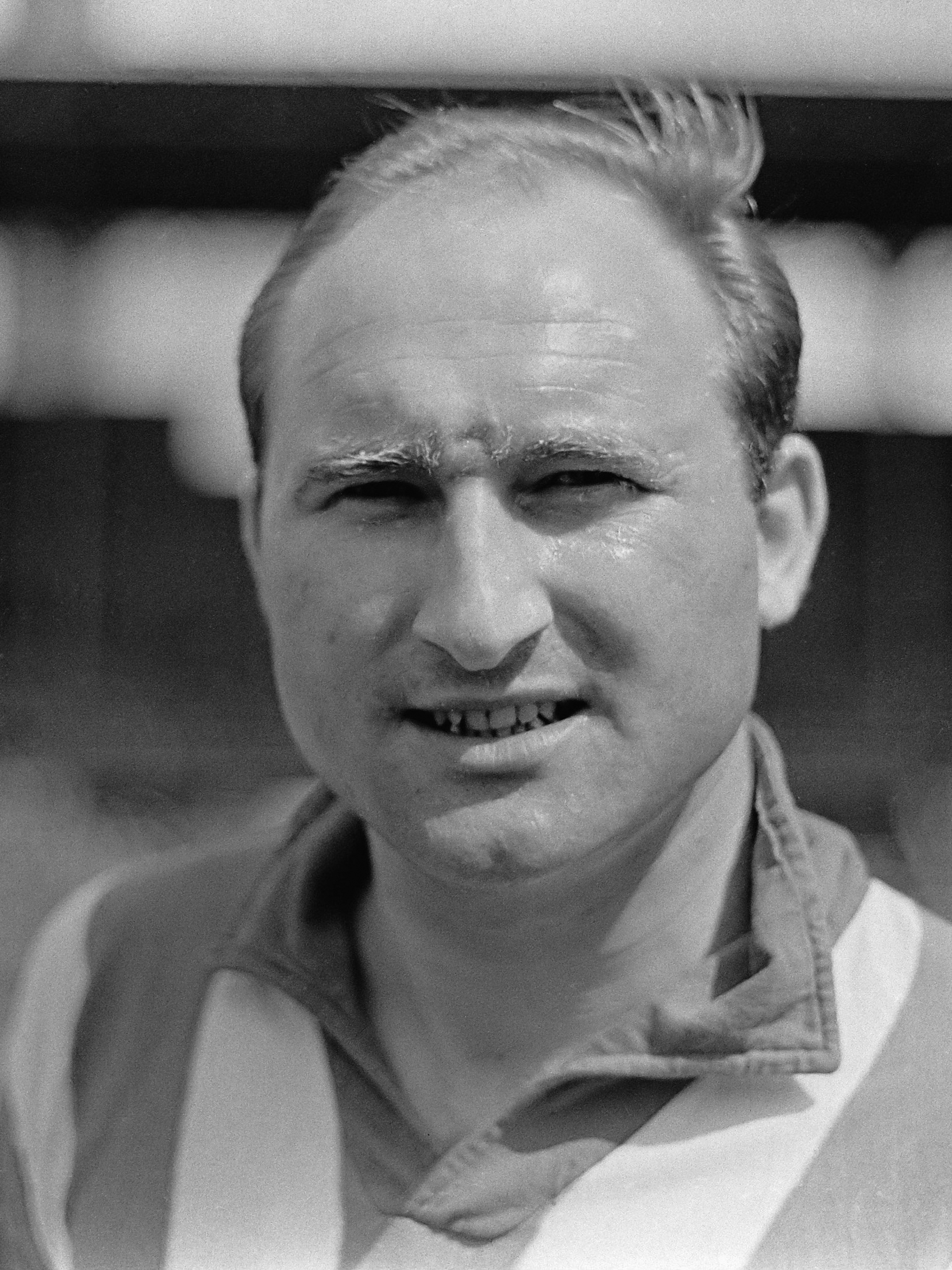
Toon Brusselers (1961)

Toon Brusselers (Heverlee (België), 7 juli 1933 – Eindhoven, 20 mei 2005) was een Nederlands voetballer.
Brusselers kwam uit een echte Philips-familie, zijn grootvader was al directeur van een fabriek en zijn vader ging een nieuwe vestiging leiden in Heverlee bij Leuven, en daar werd Toon ook geboren. Voordat hij in 1951 bij PSV kwam, had Brusselers al een jaar op het hoogste niveau, toen nog districtsniveau, gespeeld bij AGOVV. Brusselers studeerde autotechniek in Apeldoorn.
In 1951, een jaar dat PSV net de titel had gewonnen, kwam Brusselers naar Eindhoven. Brusselers was een iets teruggetrokken aanvaller, maar ontwikkelde zich tot een (veelzijdig) middenvelder. Hij stond bekend als een teamspeler, strateeg op het middenveld. Hij was zeer veelzijdig en werd op elke positie in het elftal gebruikt (zelfs als reservekeeper), behalve als buitenspeler, daarvoor miste hij snelheid.
Zijn maatschappelijke aspiraties en zijn voetbalcarrière lieten zich vaak moeilijk combineren. Het kwam regelmatig voor dat Brusselers, in Londen voor Philips werkend, op vrijdag terugvloog voor een wedstrijd bij PSV. Brusselers wilde niet afhankelijk zijn van Philips. Naar eigen zeggen had heel het elftal een huis gekregen behalve Brusselers, omdat hij een jeugdspeler was van PSV. Brusselers ging aan de gang bij DAF, waar hij fabrieksdirecteur werd in Bergen op Zoom.
In 1961 werd hij aanvoerder van PSV, die band nam hij over van Roel Wiersma. Toen PSV in 1965, semi-professioneel, overdag ging trainen, haakte Brusselers af omdat hij zijn baan niet op wilde geven. Hij speelde 358 competitiewedstrijden en staat daarmee op plaats zes van meeste competitiewedstrijden voor PSV aller tijden, een lijst die wordt aangevoerd door Willy van der Kuijlen. Hij scoorde 102 keer in die competitiewedstrijden. Brusselers speelde ook nog acht Europese wedstrijden voor PSV, waaronder de eerste wedstrijd die een Nederlandse club ooit speelde in Europees verband, Rapid Wien – PSV op 21 september 1955. Brusselers is ‘Lid van verdienste’ van PSV.
Na PSV speelde hij nog voor FC Den Bosch. Daarnaast kwam hij ook vier keer uit voor het Nederlandse nationaal elftal, van 1955 tot 1962, en scoorde daar tweemaal. Toon Brusselers is de vader van de voetballer Geert Brusselers. Na zijn voetbalcarrière keerde Brusselers terug bij PSV en werd hij bestuurslid technische zaken.

## Erelijst
- Nationaal Kampioen: 1963
- Districts/Afdelingskampioen: 1954, 1955